# Raketentruppe der chinesischen Volksbefreiungsarmee
Die Raketentruppe der Volksbefreiungsarmee (kurz: PLARF; chinesisch 中国人民解放军火箭军, Pinyin Zhōngguó Rénmín Jiěfàngjūn Huǒjiàn Jūn), bis 2016 auch Zweite Artillerie (第二炮兵,  Dì'èr Pàobīng bzw. kurz Erpao 二炮), ist die strategische und taktische Raketentruppe der Volksbefreiungsarmee der Volksrepublik China. Sie kontrolliert das Arsenal an landgestützten taktischen und strategischen Raketen – sowohl nukleare als auch konventionelle.

## Geschichte
Die Zweite Artillerietruppe wurde im Jahr 1966 offiziell gegründet und erhielt das Kommando über Chinas damals noch kleines Arsenal an landgestützten Atomraketen. Die in den 1960er-Jahren zur Verfügung stehenden Raketen waren die DF-1 und DF-2, welche beide nur eine geringe Reichweiten hatten.
Die Geschichte der PLARF ist jedoch geprägt von einem stetigen und progressiven Wachstum sowohl der Größe als auch der Fähigkeiten, beginnend mit der Entwicklung von Systemen mit immer größerer Reichweite in den späten 1960er- und 1970er-Jahren und mit der Einführung der DF-5 in den frühen 1980er-Jahren, der ersten ballistischen Interkontinentalrakete, die in der Lage war, die Vereinigten Staaten zu erreichen. Die 1980er-Jahre waren für die Zweite Artillerie in zweierlei Hinsicht ein bahnbrechendes Jahrzehnt: erstens durch die Entwicklung der DF-21, des ersten straßenmobilen ballistischen Raketensystems der Volksbefreiungsarmee, und zweitens durch die Entscheidung, sowohl konventionelle als auch nukleare Raketen einzusetzen, was Anfang der 1990er Jahre zur Einführung der ballistischen Kurzstreckenraketen DF-11 und DF-15 führte. Die stetige Diversifizierung der Plattformen und die Verbesserung der Fähigkeiten der Zweiten Artillerie ging mit einer ebenso stetigen Vergrößerung der Volksbefreiungsarmee einher. Zwischen 1980 und 2000 wurden vier neue Brigaden aufgestellt, von denen drei mit den neuesten Waffensystemen ausgestattet wurden. Diese Expansion beschleunigte sich seit den 2000er-Jahren: Zwischen 2000 und 2010 stellte die PLARF mindestens elf neue Brigaden auf, die mit modernem Material ausgestattet wurden, darunter die bodengestützten Marschflugkörper des Typs CJ-10 und ICBMs DF-31 und DF-41. Im Jahr 2023 wird die Anzahl an einsatzbereiten Atomsprengköpfen auf 410 geschätzt.
Am 4. August 2023 wurde überraschend der Kommandant und der politische Kommissar der Raketentruppen entlassen und die beiden Nachfolger General Wang Houbin und politische Kommissar General Xu Xisheng als Nachfolger präsentiert. Die beiden Neuen entstammen der Marine und der Luftwaffe der Volksbefreiungsarmee. Beobachtern zufolge sollte durch die Entlassung und die Einsetzung von Kommandeuren aus anderen Truppenteilen möglicherweise korrupte Strukturen innerhalb der Raketentruppen aufgelöst werden.